# فقاعة غربالية

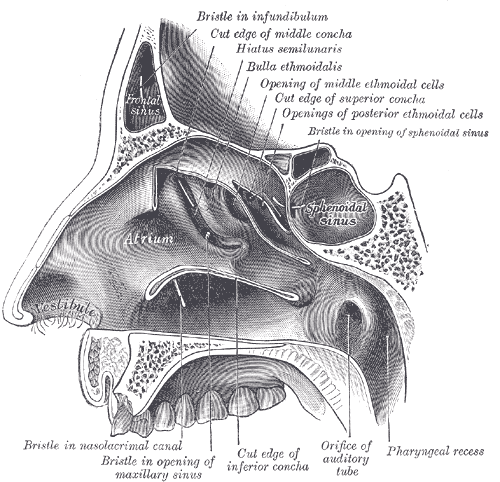
الجدار الوحشي لجوف الأنف

الفقاعة الغربالية (بالإنجليزية ethmoid bulla) عبارة عن ارتفاع ضمن الجدار الوحشي للصماخ الأنفي الأوسط وهي تشكل الحد العلوي للفرجة الهلالية. توجد الخلايا الغربالية الوسطى ضمن هذه الفقاعة كما تفتح عليها أو بالقرب منها.
1. ↑  نموذج تأسيسي في التشريح، QID:Q1406710